# Eleocharis engelmannii
Eleocharis engelmannii är en halvgräsart som beskrevs av Ernst Gottlieb von Steudel. Eleocharis engelmannii ingår i släktet småsäv, och familjen halvgräs. Inga underarter finns listade i Catalogue of Life.